# James Gunn (Schriftsteller)

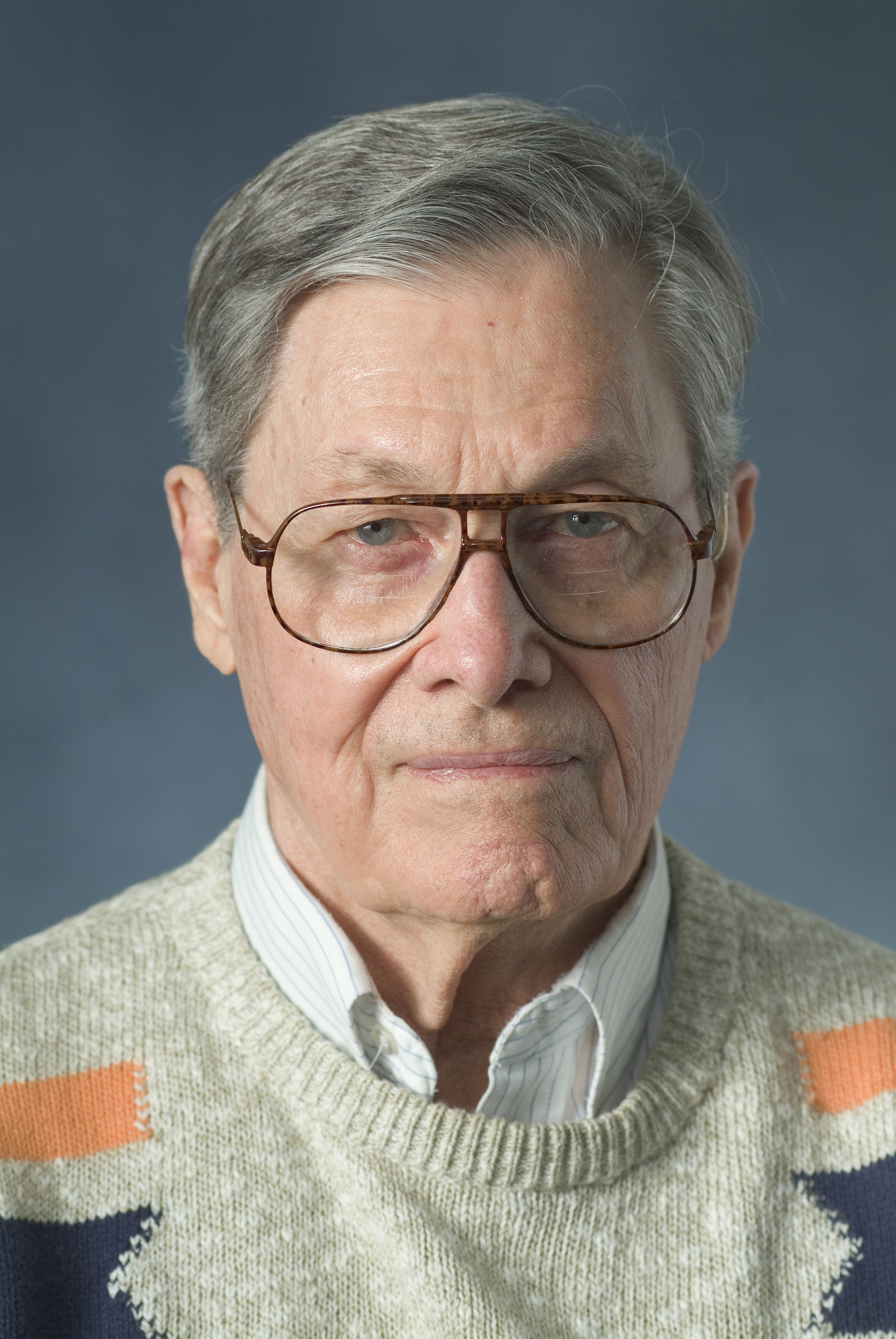
James Gunn (2007)

James Edwin Gunn (geboren 12. Juli 1923 in Kansas City, Missouri; gest. 23. Dezember 2020 in Lawrence, Kansas) war ein amerikanischer Science-Fiction-Autor und -Forscher. Er galt als Pionier der wissenschaftlichen Beschäftigung mit und der akademischen Rezeption von Science-Fiction und als wichtiger Herausgeber und Kritiker in diesem Bereich.

## Leben
Gunn war der Sohn von J. Wayne Gunn und Elsie Mae, geborene Hutchison. Sein Vater war Drucker und mehrere Mitglieder der Familie arbeiteten im Druck- und Verlagswesen. Von 1943 bis 1946 diente er in der United States Naval Reserve und studierte danach an der University of Kansas, wo er 1947 den Bachelor in Journalismus machte und 1951 mit einem Master in Englisch abschloss.
Im selben Jahr heiratete er Jane Frances Anderson, mit der er zwei Söhne hatte. Nach seinem Studium arbeitete er bis 1952 als Redakteur bei der Western Printing and Lithographing Company in Racine, Wisconsin und war danach eine Zeit lang freier Schriftsteller. 1955 wurde er Herausgeber der Alumni Publications der University of Kansas und begann 1958 dort als Dozent für Englisch und zugleich als Verwaltungsangestellter in der Öffentlichkeitsarbeit der Universität (bis 1970). 1974 wurde er Professor für Englisch. Zuletzt war er emeritiert.
Gunn ist ein Pionier der literaturwissenschaftlichen Forschung im Bereich der Science-Fiction. Bereits in seiner Master-Arbeit The Philosophy of Science Fiction, die 1953 in Fortsetzungen in Dynamic Science Fiction abgedruckt wurde, beschäftigte er sich mit dem Thema SF. 1969 gab er eine der ersten Universitätsvorlesungen zum Thema und 1982 begründete er das Center for the Study of Science Fiction (CSSF), das erste Forschungsinstitut seiner Art, für das er bis in seine letzten Lebensjahre beratend arbeitete.
In den Jahren 1971 und 1972 war er Präsident der Autorenvereinigung Science Fiction and Fantasy Writers of America, von der er 2007 mit dem Grand Master Award geehrt wurde. Ferner war er von 1980 bis 1982 Präsident der Science Fiction Research Association.

## Werk
Gunn ist Autor mehrerer Monographien über SF. Deren Themen sind die Geschichte der Science-Fiction (Alternate Worlds: The Illustrated History of Science Fiction, 1975, 1976 mehrfach ausgezeichnet), das Schreiben von SF (The Science of Science-Fiction Writing, 2000), das Lesen von SF (Reading Science Fiction, 2008), die Theorie der SF (Speculations on Speculation: Theories of Science Fiction, mit Matthew Candelaria, 2005) und er ist Autor eines SF-Lexikons (The New Encyclopedia of Science Fiction, 1988, bei den Hugo-Nominierungen 1989 auf Platz 3). Seine Isaac-Asimov-Biographie (Isaac Asimov: The Foundations of Science Fiction, 1982, überarbeitete Fassung 1996) wurde 1983 mit dem Hugo ausgezeichnet.
Zu seinen bedeutenden Arbeiten gehört auch eine von Gunn herausgegebene sechsbändige Anthologie The Road to Science Fiction (1977–1998, deutsch Wege zur Science Fiction in 12 Bänden, 1990–2001), in der die Entwicklung der Science-Fiction von den Anfängen im Gilgamesch-Epos der Sumerer, über die Vorläufer (Poe, Verne, Wells) und die Klassiker (Heinlein, Farmer, Dick) bis zur Gegenwart und in die Zukunft exemplarisch dargestellt wird. Der fünfte Band (The British Way) ist der britischen und der letzte Band (Around the World) der internationalen Science-Fiction gewidmet.
Außer diesen Einzelveröffentlichungen verfasste Gunn Hunderte von Essays, Artikeln, Einleitungsbeiträgen und Rezensionen zum Thema SF.
2017 erschien eine Autobiographie (Star-Begotten: A Life Lived in Science Fiction), in der er seinen Weg als SF-Autor und -Forscher und seinen Anteil an der Geschichte des Genres schildert.
Selbst literarisch zu schreiben begann Gunn 1947, als er ein Theaterstück verfasste, gefolgt von einigen journalistischen Beiträgen für Zeitungen und Hörfunk. 1948 wandte er sich der Science-Fiction zu und 1949 erschien eine erste Kurzgeschichte. Gunn gilt damit gegenwärtig (Stand 2018) als „dienstältester“ SF-Autor. Unter den bekannten SF-Autoren war inzwischen nur noch Jack Williamson mit 78 Jahren länger aktiv. Die ersten zehn seiner Kurzgeschichten erschienen unter dem aus Gunns Vornamen gebildeten Pseudonym Edwin James.
Inzwischen hat er Dutzende von Romanen und weit über 100 Kurzgeschichten verfasst, wobei die Kurzgeschichte als seine eigentliche Domäne gilt, was auch daran abgelesen werden kann, dass einige seiner Romane eher Fix-ups von Kurzgeschichten sind, zum Beispiel Station in Space (1958), The Immortals (1962) und The Listeners (1972).
In The Immortals (deutsch Der Gamma-Stoff) entdeckt man, dass ein Bestandteil des Bluts einiger weniger Menschen diese unsterblich macht. Der Effekt ist durch Bluttransfusion übertragbar, was dazu führt, dass man Jagd auf die Träger des Gamma-Stoffs zu machen beginnt, die wiederum in den Untergrund abtauchen. Die Unsterblichkeit wird zu einem Privileg weniger Millionäre, die sich in riesigen Krankenhauszentren behandeln und vor Infektionen schützen lassen – der Gamma-Stoff macht zwar unsterblich, schützt aber nicht vor Unfall und Krankheit –, während ringsum die Städte zu Slums verfallen. Man hat den Roman als eine Kritik am amerikanischen Gesundheitssystem gelesen.
The Listeners (deutsch Die Horcher) beschreibt den Verlauf der Kommunikation zwischen der Menschheit und einer außerirdischen Zivilisation. Aus der Perspektive sechs verschiedener Protagonisten – entsprechend sechs ursprünglich getrennt erschienenen Einzelerzählungen – wird der Verlauf des Kontakts erzählt, beginnend mit dem Empfang eines ersten Signals aus dem 46 Lichtjahre entfernten Doppelsternsystem der Capella. Da es 92 Jahre dauert, bis eine Rückmeldung auf eine Antwort erwartet werden kann, überspannen die Erzählungen einen langen Zeitraum, bis 2118 die Antwort von Capella eintrifft und in Empfang genommen wird von einem Computer, der sich an der Schwelle des Bewusstseins befindet.
Gunns Erzählungen wurden mehrfach für Rundfunk und Fernsehen adaptiert.
Insbesondere wurde seine Kurzgeschichtenserie The Immortals zu einer von ABC 1969 bis 1970 in 16 Folgen gesendeten Fernsehserie verarbeitet, zu der Gunn wiederum eine Romanfassung schrieb. Die in der Vorlage präsente Sozialkritik erschien nicht in der Fernsehserie, die sich auf die Jagd auf die Unsterblichen konzentrierte.
Die Erzählung The Cave of Night (1955) diente als Vorlage für die Episode Man in Orbit (1959) der Fernsehserie Westinghouse Desilu Playhouse, die auf CBS lief.
Übersetzungen von Gunns Werken liegen auf Deutsch, Französisch, Italienisch, Niederländisch, Russisch, Polnisch und Kroatisch vor.

## Auszeichnungen
Gunn wurde vielfach ausgezeichnet, vor allem für seine biographischen und literaturwissenschaftlichen Arbeiten sowie als langjähriges und verdientes Mitglied des SF-Fandom.
Außerdem war er Ehrengast der Worldcon 2013 (LoneStarCon 3).
- 1976: Byron Caldwell Smith Award
- 1976: Pilgrim Award für seine Beiträge zur SF-Forschung
- 1976: Worldcon Special Convention Award für Alternate Worlds: The Illustrated History of Science Fiction
- 1976: Locus Award für Alternate Worlds: The Illustrated History of Science Fiction
- 1982: Eaton Award für das Lebenswerk
- 1983: Hugo Award für Isaac Asimov: The Foundations of Science Fiction in der Kategorie nonfiction book
- 1989: Edward Grier Award für seine Leistungen als akademischer Lehrer
- 1997: Clareson Award der SFRA für seine Beiträge zu SF-Forschung
- 2000: Moskowitz Award der I-CON
- 2000: Analog Readers Poll für die Erzählung The Giftie
- 2007: SFWA Grand Master Award für das Lebenswerk
- 2009: First Fandom Hall of Fame Award
- 2015: Aufnahme in die Science Fiction and Fantasy Hall of Fame

## Bibliographie

### Serien
Die Serien sind nach dem Erscheinungsjahr des ersten Titels sortiert.
Dr. Russell Pearce
- New Blood. 1955. (Kurzgeschichte)
- Not So Great an Enemy. 1957. (Kurzgeschichte, auch als: Medic)
  - Deutsch: Der Heiler. In: Wulf H. Bergner (Hrsg. / Übersetzer): Als der Wind starb. Heyne SF&F #3288, München 1972, DNB 740266713. Auch als: Kein allzu großer Feind. In: Hans Joachim Alpers & Werner Fuchs: Die Fünfziger Jahre II. Edition SF im Hohenheim Verlag, Köln 1982, ISBN 3-8147-0019-8.
- The Immortals. 1958. (Kurzgeschichte, auch als: Immortal und The Immortal)
- Donor (1960, Kurzgeschichte)
- The Immortals. 1962. (Sammlung)
  - Deutsch: Der Gamma-Stoff. Übersetzt von Tony Westermayr. Goldmann (Zukunftsroman #57), München 1964, DNB 451732596.
- Elixir. 2004. (Kurzgeschichte)

Station in Space
- The Cave of Night. 1955. (Kurzgeschichte)
  - Deutsch: Die Höhle der Nacht. In: Lothar Heinecke (Hrsg. / Übersetzer): Galaxis Science Fiction, #1. Moewig, 1958. Auch als: Höhle der Nacht. In Walter Spiegl (Hrsg.): SF-Stories 68. Ullstein 2000 #131 (3351), Berlin 1977, ISBN 3-548-03351-2.
- Hoax. 1955q. (Kurzgeschichte)
- The Big Wheel. 1956. (Kurzgeschichte)
- Space Is a Lonely Place. 1957. (Kurzgeschichte)
- Powder Keg. 1958. (Kurzgeschichte)
- Station in Space. 1958. (Sammlung)
  - Deutsch: SF-Stories 70. Übersetzt von Dolf Strasser. Ullstein 2000 #138 (3404), Berlin 1978, ISBN 3-548-03404-7 (enthält nur Übersetzungen der drei Amos-Danton-Geschichten Hoax, Powder Keg und Space Is a Lonely Place).

John Wilson (Kurzgeschichten)
- 1 Witches Must Burn. 1956.
  - Deutsch: Verbrennt die Hexer. Übersetzt von Birgit Reß-Bohusch. In: Wolfgang Jeschke (Hrsg.): Die große Uhr. Heyne SF&F #3541, München 1977, ISBN 3-453-30434-9.
- 2 Trial by Fire. 1969.
- 3 Witch Hunt. 1969.

The Listeners
- The Listeners. 1968. (Kurzgeschichte, auch als: Robert MacDonald – 2025)
- The Message. 1971. (Kurzgeschichte, auch als: William Mitchell – 2028)
- Robert MacDonald – 2058. 1972. (Kurzgeschichte)
- The Answer. 1972. (Kurzgeschichte, auch als: Andrew White – 2028)
- The Reply. 1972. (Kurzgeschichte, auch als: The Computer – 2118)
- The Voices. 1972. (Kurzgeschichte, auch als: George Thomas – 2027)
- The Listeners. 1972. (Sammlung)
  - Deutsch: Die Horcher. Übersetzt von Klaus Boer. Heyne SF&F #3951, München 1983, ISBN 3-453-30881-6.

Crisis (Kurzgeschichten)
- Child of the Sun. 1977.
- Man of the Hour. 1984.
- The End of the World. 1984.
- Mother of the Year. 1985.
- Touch of the Match. 1985.
- Will of the Wisp. 1985.
- Crisis! 1986 (Roman)

Star Trek
- The Joy Machine. 1996.

The Gift from the Stars (Kurzgeschichten)
- The Giftie. 1999.
- Pow’r. 2000.
- The Abyss. 2000.
- The Rabbit Hole. 2001.
- Uncreated Night and Strange Shadows. 2005.

Riley and Asha
- 1 Transcendental. 2013.
- 2 Transgalactic. 2016.
- 3 Transformation. 2017.

Riley and Asha: Tales from the Transcendental. (Kurzgeschichten)
- The Escape of the Adastra: Asha’s Story. 2017.
- Transcendental Mission: Riley’s Story. 2017.
- Weighty Matters: Tordor’s Story. 2017.
- Arriving at Terminal: XI’s Story. 2017.
- The Ganymede Gambit: Jan’s Story. 2017.
- Love and Death and the Star that Shall Not Be Named: Kom’s Story. 2017.
- The Final Commandment: Trey’s Story. 2018.
- The Seeds of Consciousness: 4107’s Story. 2018.

### Romane
- Star Bridge. 1955. (mit Jack Williamson)
  - Deutsch: Brücke zwischen den Sternen. Übersetzt von Lothar Heinecke. Widukind, Balve 1960, DNB 455685711. Auch: Moewig (Terra Extra #177), München 1968, DNB 458320145. Auch: Übersetzt von Klaus Mahn. Pabel (Utopia Classics #21), Rastatt 1980, DNB 820296570.
- This Fortress World. 1955.
  - Deutsch: Von Mauern umgeben. Übersetzt von Jesco von Puttkamer. Pabel (Utopia-Großband #60), Rastatt 1957, DNB 363809562. Auch als: Das Vermächtnis der Terraner. Übersetzt von Peter Kleinert. Bastei Lübbe (SF Taschenbuch #25), Bergisch Gladbach 1973, ISBN 3-404-00076-5.
- The Joy Makers. 1961.
  - Deutsch: Die Wächter des Glücks. Pabel (Utopia Zukunftsroman #290), Rastatt 1966, DNB 456843353. Auch als: Wächter des Glücks. Übersetzt von Christa Jakob. Ullstein 2000 #136 (3389), Berlin 1966, ISBN 3-548-03389-X.
- The Immortal. 1970. (Romanfassung der Fernsehserie The Immortal, die auf Gunns Kurzgeschichtenserie basiert)
- The Magicians. 1976.
  - Deutsch: Die Tagung der Magier. Übersetzt von Tony Westermayr. Goldmann (SF #23320), München 1979, ISBN 3-442-23320-8.
- Kampus (1977, auch als: Kampus, 1990)
- The Dreamers. 1981. (auch als: The Mind Master)
  - Deutsch: Die Träumer. Übersetzt von Walter Brumm. Heyne SF&F #4292, München 1986, ISBN 3-453-31300-3.
- The Millennium Blues. 2000.
- Gift from the Stars. 2005.

### Sammlungen
- Future Imperfect. 1964.
  - Deutsch: Die Venus-Fabrik. Übersetzt von Tony Westermayr. Goldmann (SF #0231), München 1976, ISBN 3-442-23231-7.
- The Witching Hour. 1970.
  - Deutsch: Die Hexen sind unter uns. Übersetzt von Elisabeth Simon. Pabel (Vampir Taschenbuch #48), Rastatt 1977, DNB 770341772.
- Breaking Point. 1972.
- The Burning. 1972.
- Some Dreams Are Nightmares. 1974.
- The End of the Dreams. 1975.
- Human Voices. 2002.

### Kurzgeschichten
- Communications. 1949. (als Edwin James)
- Paradox. 1949. (als Edwin James)
- The Man with Common Sense. 1950. (als Edwin James)
- Private Enterprise. 1950. (als Edwin James)
- Mask of Peace. 1951. (als Edwin James)
- Slave Psychology. 1951. (als Edwin James)
- The Sun Came Up Last Night! 1951. (als Edwin James, auch als: Veiled Knowledge)
- These Things Are Sirius. 1951. (als Edwin James)
- The Slaves of Venus. 1952. (als Edwin James)
- Survival Policy. 1952. (als Edwin James)
  - Deutsch: Überlebenspolitik. In: Die Venus-Fabrik. 1976.
- The Misogynist. 1952.
  - Deutsch: Der Weiberfeind. In: Lothar Heinecke (Hrsg.): Galaxis Science Fiction, #11. Moewig, 1959. Auch als: Der Frauenhasser. In: Die Venus-Fabrik. 1976.
- The Reluctant Witch. 1953. (auch als: Wherever You May Be)
  - Deutsch: Abigail, die Hexe. In: Die Hexen sind unter uns. 1977.
- The Boy with Five Fingers. 1953.
  - Deutsch: Wo ist der Unterschied? In: Isaac Asimov, Martin Harry Greenberg, Joseph D. Olander (Hrsg.): Feuerwerk der SF. Goldmann (Edition '84: Die positiven Utopien #8), 1984, ISBN 3-442-08408-3.
- Breaking Point. 1953.
- The Man Who Owned Tomorrow. 1953.
- Killer. 1953.
- A Monster Named Smith. 1954.
  - Deutsch: Ein Ungeheuer namens Smith. In: Franz Rottensteiner (Hrsg.): Die Ratte im Labyrinth. Insel (Phantastische Wirklichkeit: Science Fiction der Welt), 1971.
- A Word for Freedom. 1954.
- Open Warfare. 1954.
- Sine of the Magus (1954, auch als: The Magicians)
  - Deutsch: Die Zauberkünstler. In: Die Hexen sind unter uns. 1977.
- Danger Past. 1954.
- The Beautiful Brew. 1954.
  - Deutsch: Die Schaumgeborene. In: Die Hexen sind unter uns. 1977.
- The Hedonist. 1955. (auch als: Name Your Pleasure)
- Without Portfolio. 1955.
- The Unhappy Man. 1955.
- Shill. 1955.
- Feeding Time. 1955.
  - Deutsch: Zeit zum Füttern. In: Herbert W. Maly (Hrsg.): Der metallene Traum. Heyne SF&F #3389, 1971, ISBN 3-453-30284-2. Auch als: Fütterungszeit. In: Die Venus-Fabrik. 1976.
- Little Orphan Android. 1955.
  - Deutsch: Versuchsmodell. In: Die Venus-Fabrik. 1976.
- The Naked Sky. 1955. (auch als The Joy Ride)
- The Gravity Business. 1956.
- Tsylana. 1956.
  - Deutsch: Neurotiker. In: Die Venus-Fabrik. 1976.
- The Stilled Patter. 1956.
  - Deutsch: Keine Kinder. In: Die Venus-Fabrik. 1976.
- Every Day Is Christmas. 1957.
  - Deutsch: Alle Tage ist Weihnachten. In: Die Venus-Fabrik. 1976.
- Green Thumb. 1957.
- Skin Game. 1958.
  - Deutsch: Der betrogene Betrüger. In: Die Venus-Fabrik. 1976.
- Deadly Silence. 1958.
- The Reason Is with Us. 1958.
- The Girls Who Were Really Built. 1958. (auch als Neosho’s Choicest)
  - Deutsch: Die gutgebauten Mädchen. In: Thomas Landfinder (Hrsg.): Liebe 2002. Bärmeier & Nikel, 1971. Auch Fischer Orbit #22, 1973, ISBN 3-436-01687-X. Auch als Die Venus-Fabrik. In: Die Venus-Fabrik. 1976.
- When the Shoe Fits. 1958. (auch als Cinderella Story)
- The Last Word. 1964.
  - Deutsch: Das letzte Wort. In: Die Venus-Fabrik. 1976.
- The Man Who Would Not. 1969. (auch als: The Power and the Glory)
- Kindergarten. 1970.
- Teddy Bear. 1970.
- The Technological Revolution. 1971.
- Imagine (Auszug aus The Listeners) 1972.
- The Old Folks. 1972.
- Fault. 1975.
- If I Forget Thee. 1977.
- Guilt. 1978.
  - Deutsch: Schuld. In: Birgit Reß-Bohusch (Hrsg.): Isaac Asimovs Science Fiction Magazin 3. Folge. Heyne SF&F #3664, 1979, ISBN 3-453-30580-9.
- Among the Beautiful Bright Children. 1980.
- The North Wind. 1981.
  - Deutsch: Der Nordwind.In: Birgit Reß-Bohusch (Hrsg.): Isaac Asimovs Science Fiction Magazin 25. Folge. Heyne SF&F #4222, 1985, ISBN 3-453-31201-5.
- The Anti-Nuclear Conspiracy. 1982.
- Tiger! Tiger! 1984.
- Man of Parts. 1985.
- Out of My Head. 1986.
- The End-of-the-World Ball. 1989.
- The Futurist. 1993.
- The Gingerbread Man. 1995.
- The Lens of Time. 1995.
- The Day the Magic Came Back. 1996.
- Tales from the Spaceship Geoffrey. 2010.
- Patterns. 2014.
- Saving the World. 2016.
- New Earth. 2016.
- The March of the Little Green Men. 2017.

### Anthologien
- Nebula Award Stories 10 (1975)
  - Deutsch: Der Tag vor der Revolution. Moewig (Playboy Science Fiction #6732), 1982, ISBN 3-8118-6732-6.
- The Best of Astounding. 1992.

The Road to Science Fiction
- 1 From Gilgamesh to Wells. 1977.
- 2 From Wells to Heinlein. 1979.
- 3 From Heinlein to Here. 1979.
- 4 From Here to Forever. 1982.
- 5 The British Way. 1998.
- 6 Around the World. 1998.
- Deutsch: Wege zur Science Fiction. 12 Bände Heyne.
  - 1 Von Gilgamesch bis Hawthorne. 1990.
  - 2 Von Poe bis Wells. 1989.
  - 3 Von Wells bis Stapledon. 1988.
  - 4 Von Huxley bis Heinlein. 1988.
  - 5 Von Heinlein bis Farmer. 1989.
  - 6 Von Clement bis Dick. 1990.
  - 7 Von Ellison bis Haldeman. 1991.
  - 8 Von Matheson bis Shaw. 1992.
  - 9 Von Lem bis Varley. 1993.
  - 10 Von Malzberg bis Benford. 1993.
  - 11 Von Shelley bis Clarke. 2000.
  - 12 Von Ballard bis Stableford. 2001.

### Sachliteratur
- Alternate Worlds: The Illustrated History of Science Fiction. 1975.
- The Discovery of the Future: The Ways Science Fiction Developed. 1975.
- Science-Fiction Writers 3 Isaac Asimov: The Foundations of Science Fiction. 1982.
- The New Encyclopedia of Science Fiction. 1988.
- Inside Science Fiction: Essays on Fantastic Literature. 1992. (auch als: Inside Science Fiction: Second Edition. 2006)
- The Science of Science-Fiction Writing. 2000.
- Speculations on Speculation: Theories of Science Fiction. 2005. (mit Matthew Candelaria)
- Reading Science Fiction. 2008. (mit Marleen S. Barr und Matthew Candelaria)
- Paratexts: Introductions to Science Fiction and Fantasy. 2013.
- Star-Begotten: A Life Lived in Science Fiction. 2017.
- Modern Science Fiction. 2018.